# Elevation (film)
Pour les articles homonymes, voir Elevation.
Pour plus de détails, voir Fiche technique et Distribution.
Elevation est un film américain réalisé par George Nolfi et sorti en 2024.

## Synopsis
Le monde a changé dans le futur. Le seul endroit habitable qui reste à l’Humanité sont les hautes montagnes. Les créatures qui ont anéanti 95 % de l’humanité il y a trois ans vivent à moins de 2 500 mètres d'altitude. Ces tueurs localisent leurs victimes grâce à leur souffle. Pour sauver la vie de son jeune fils Hunter, qui souffre d'une maladie entraînant des difficultés respiratoires, Will part avec la scientifique Nina et une jeune femme nommée Katie pour obtenir les médicaments dont Hunter a besoin. Cela les conduit sous la limite des montagnes Rocheuses, que les créatures ne peuvent pas franchir. Ils sont experts dans le maniement des armes à feu. Bien que le père méprise la scientifique, elle pourrait détenir la clé pour vaincre les monstres. Nina pense que ce n'est qu'une question de temps avant qu'ils découvrent comment tuer les créatures.

## Fiche technique
Sauf indication contraire, les informations mentionnées dans cette section peuvent être confirmées par les bases de données cinématographiques IMDb et Allociné,  présentes dans la section « Liens externes ».
- Titre original et français : Elevation
- Réalisation : George Nolfi
- Scénario : John Glenn, Kenny Ryan et Jacob Roman
- Musique : H. Scott Salinas
- Direction artistique : Sally SangHee Bae, Kevin C. Lang etScott Upshur
- Décors : Bill Boes
- Costumes : Aieisha Li
- Photographie : Shelly Johnson
- Montage : Joel Viertel
- Production : Alex Black, Brad Fuller, John Glenn, Anthony Mackie, George Nolfi, Joel Viertel et Jeremy Kipp Walker
  - Coproduction : Jacob Roman et Kenny Ryan
- Sociétés de production : Lyrical Media, en co-production avec Grinder Monkey et John Glenn Entertainment[2]
- Sociétés de distribution : Vertical (États-Unis), The Searchers (Belgique), Seven7 (France, DVD)[3], Prime Video (France)
- Budget : 18 millions $[4]
- Pays de production :  États-Unis
- Langue originale : anglais
- Format : couleur
- Genre : action, science-fiction, thriller
- Durée : 91 minutes
- Dates de sortie[5] :
  - États-Unis : 8 novembre 2024
  - France : 2 janvier 2025 (sur Prime Video)
  - France : 13 février 2025 (DVD)[3] Date sujette à modification
- Classification[6] :
  - États-Unis : R

## Distribution
- Anthony Mackie (VF : Jean-Baptiste Anoumon ; VQ : Benoît Éthier) : Will
- Morena Baccarin (VFB : Delphine Moriau ; VQ : Pascale Montreuil) : Nina
- Maddie Hasson (VFB : Nancy Philippot ; VQ : Dominique Laniel) : Katie
- Shauna Earp : Hannah, une habitante de la ville
- Rachel Nicks (VFB : Fanny Dreiss ; VQ : Sarah Desjeunes) : Tara, la femme de Will
- Danny Boyd Jr. (VQ : Gabriel Da Costa-Martin) : Hunter, le fils de Will et Tara
- Tyler Grey : Tim

Source : carton du doublage français (VF) sur Prime Video ; version québécoise (VQ) sur Doublage.qc.ca.

## Production

### Genèse et développement
En octobre 2022, un thriller d'action post-apocalyptique intitulé Elevation est annoncé en développement, avec George Nolfi recruté pour le réaliser, ainsi que Kenny Ryan et Jacob Roman pour écrire le scénario. Anthony Mackie, Morena Baccarin et Maddie Hasson sont choisis pour interpréter les rôles principaux.
D'un budget de 18 millions de dollars, ce film est produit par Brad Fuller pour la société Lyrical Media, en co-production avec Grinder Monkey et John Glenn Entertainment, en association avec Story Ink.
En mai 2024, la société de distribution Vertical acquiert les droits du film.

### Tournage
Le tournage débute en novembre 2022 dans le Colorado, précisément à Golden et Boulder. Il se termine fin mars 2023.

## Sortie et accueil

### Dates de sortie
Elevation sort le 8 novembre 2024 aux États-Unis,.
En France, il sortira le 13 février 2025 en DVD distribué par Seven7. Avant cela, il est diffusé sur Prime Video dès le 2 janvier 2025.

### Accueil critique
Sur le site Rotten Tomatoes, il est mentionné 54 % pour 28 avis critiques positifs, avec une note moyenne de 5.3⁄10. Sur Metacritic, qui utilise une moyenne pondérée, a attribué au film une note de 47⁄100, sur la base de 7 critiques, indiquant des avis « mitigés ou moyens ».
Zachary Lee de Rogerebert.com donne au film deux étoiles et demie sur quatre : « Bien qu'Elevation ne puisse jamais s'élever au-dessus de ses attributs de genre ou échapper à l'ombre de ses influences, il ne s'abaisse jamais au point d'être insipide. Exécuté simplement en 90 minutes, c'est une évasion du plus haut niveau, offrant des périls à distance de sécurité d'un écran. ».

### Box office
Avec 3,6 millions de dollars de recettes mondiales dont 2,2 millions aux États-Unis pour une sortie dans plus de 1 400 salles, le film est un échec au box-office.